# روبرت هارولد بورتر
روبرت هارولد بورتر (بالإنجليزية: Robert Harold Porter)‏‏ (14 أغسطس 1933 - 10 سبتمبر 2018) هو رجل أعمال كندي، ومزارع وسياسي، فقد كان عضوًا دائمًا في حزب المحافظين التقدمي في كندا وعضوًا في مجلس العموم الكندي